# Opera di Süreyya
L'Opera di Süreyya, chiamata anche Centro culturale Süreyya (in turco Süreyya Operası o Süreyya Kültür Merkez) è un teatro d'opera situato nel quartiere di Moda del distretto di Kadıköy a Istanbul, in Turchia. L'edificio è stato progettato dall'architetto armeno-ottomano Kegam Kavafyan. Originariamente istituito nel 1927 come primo teatro musicale nella parte anatolica di Istanbul, a causa della mancanza di strutture e attrezzature adeguate nell'edificio, le operette non furono mai messe in scena sino al 2007. La sede venne piuttosto utilizzata come sala cinematografica fino a quando l'edificio subì un restauro funzionale e riaprì come un teatro dell'opera nel 2007.

## Storia

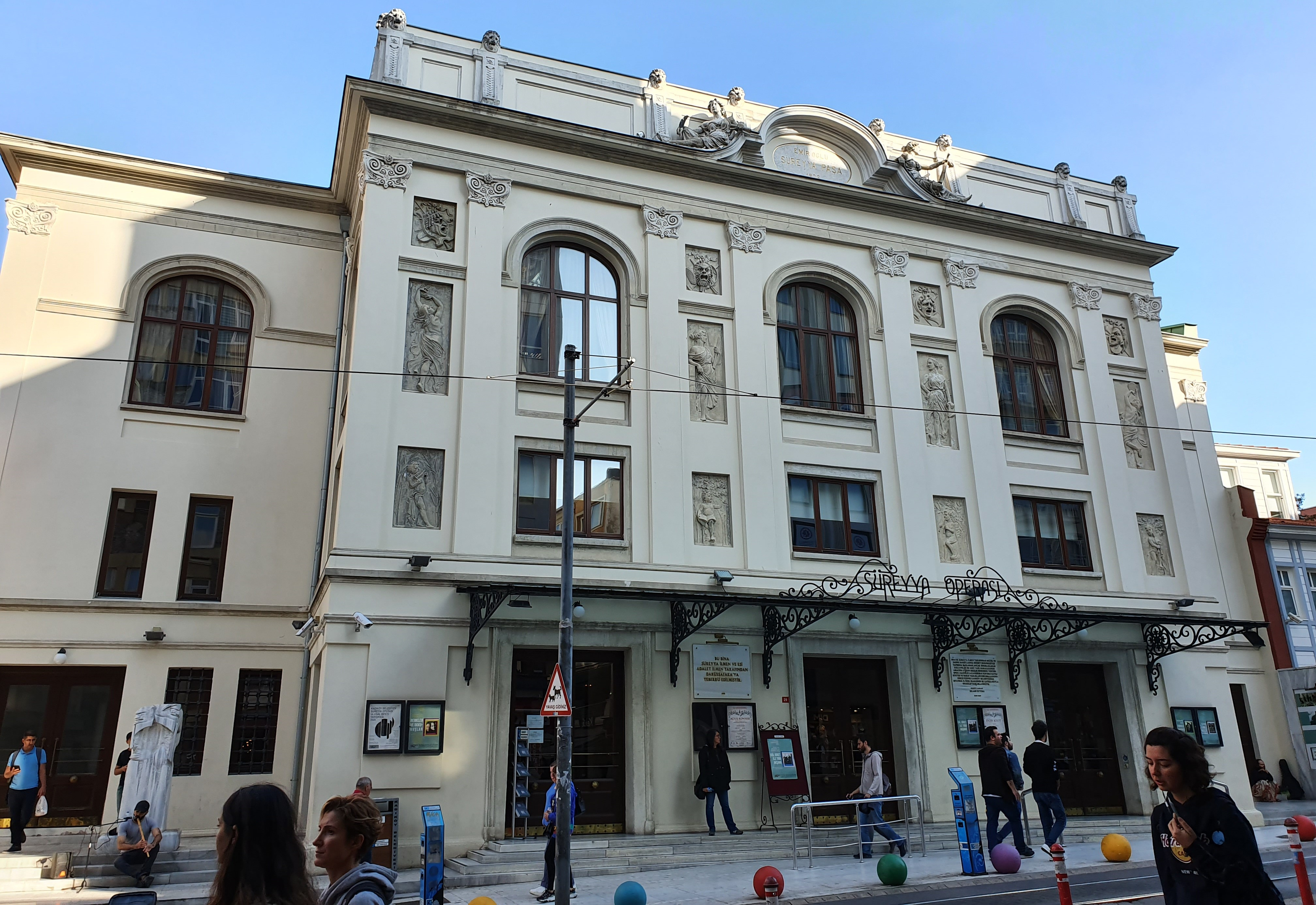
L'Opera di Süreyya a Istanbul

Süreyya Pasha iniziò la costruzione dell'edificio nel 1924 per soddisfare l'esigenza di un luogo per eventi culturali e sociali allora assente a Kadıköy. Per ordine del deputato di Istanbul Süreyya İlmen, Kegham Kavafyan fu nominato l'architetto del Teatro dell'Opera di Süreyya che fu completato nel 1927. Chiamato "Süreyya Opereti" e inaugurato il 6 marzo 1927.
Süreyya İlmen donò il teatro nel 1950 alla "Darüşşafaka Cemiyeti", un'organizzazione caritatevole per la promozione dell'istruzione dei bambini orfani in condizioni di povertà. İlmen morì nel 1955 e sua moglie Adalet İlmen nel 1966. Il cinema, dato alla società di beneficenza, fu poi gestito prima dalla figlia e poi dai nipoti di Süreyya İlmen.
La sala delle udienze del Süreyya Cinema è stata rinnovata nel 1996 e l'equipaggiamento tecnico è stato modernizzato nel 2003. Anche l'esterno dell'edificio è stato sottoposto a un restauro secondo l'originale. Tuttavia, tutti questi sforzi e gli investimenti fatti per la modernizzazione non riuscirono ad attirare più pubblico.

## Ristrutturazione

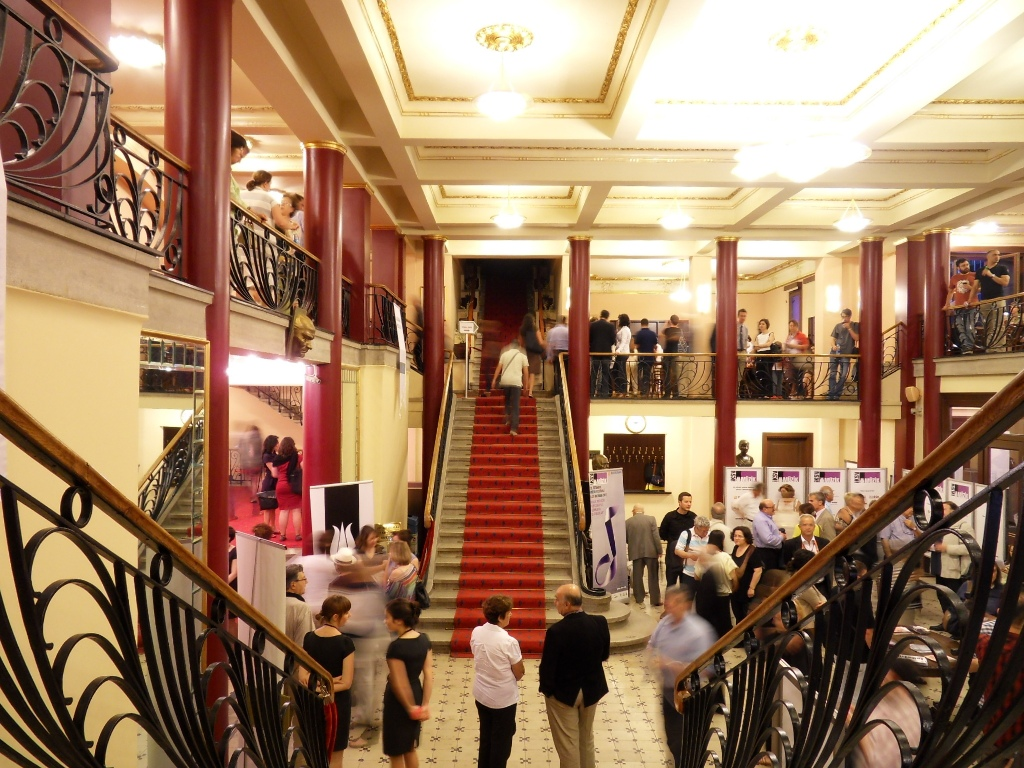
Foyer dell'Opera di Süreyya

All'inizio del 2006, la municipalità di Kadıköy sotto il sindaco Selami Öztürk ha avviato un progetto di riqualificazione dopo aver affittato l'edificio nell'agosto 2005 all'Associazione Darüşşafaka per un periodo di 40 anni. Il restauro ha incluso gli affreschi del soffitto e delle pareti e le sculture sulla facciata. I lavori di costruzione sono durati quasi due anni e il costo è ammontato a circa 14 milioni di YTL (circa 9 milioni di dollari).
Il Teatro dell'Opera di Süreyya ha riaperto il 14 dicembre 2007 con l'oratorio Yunus Emre (Opus 26) di Ahmet Adnan Saygun. Così, dopo 80 anni, il sogno di Süreyya Pasha di un teatro dell'opera si è avverato.
Il palcoscenico del teatro ha una larghezza di 14 metri, una profondità di 10 metri e un'altezza di 4,90 metri, con la nuova fossa dell'orchestra aggiunta. Sono 14 gli spogliatoi che sono stati realizzati senza modificare l'architettura dell'edificio. La capienza del pubblico del teatro dell'opera è di 570 posti. La sala da ballo al secondo piano può ospitare 500 ospiti.
Il teatro dell'opera ospita l'Opera e il Balletto di Stato di Istanbul. Tre giorni alla settimana nella sede vengono organizzati spettacoli di opera e balletto. La sede ospita anche eventi come mostre d'arte, feste e celebrazioni come il Ballo della Festa della Repubblica.